# Chiesa di Santa Maria Immacolata (Alassio)
La chiesa di Santa Maria Immacolata - già chiesa dei Cappuccini - è un luogo di culto cattolico situato nel comune di Alassio, in piazza San Francesco, in provincia di Savona.

## Storia e descrizione

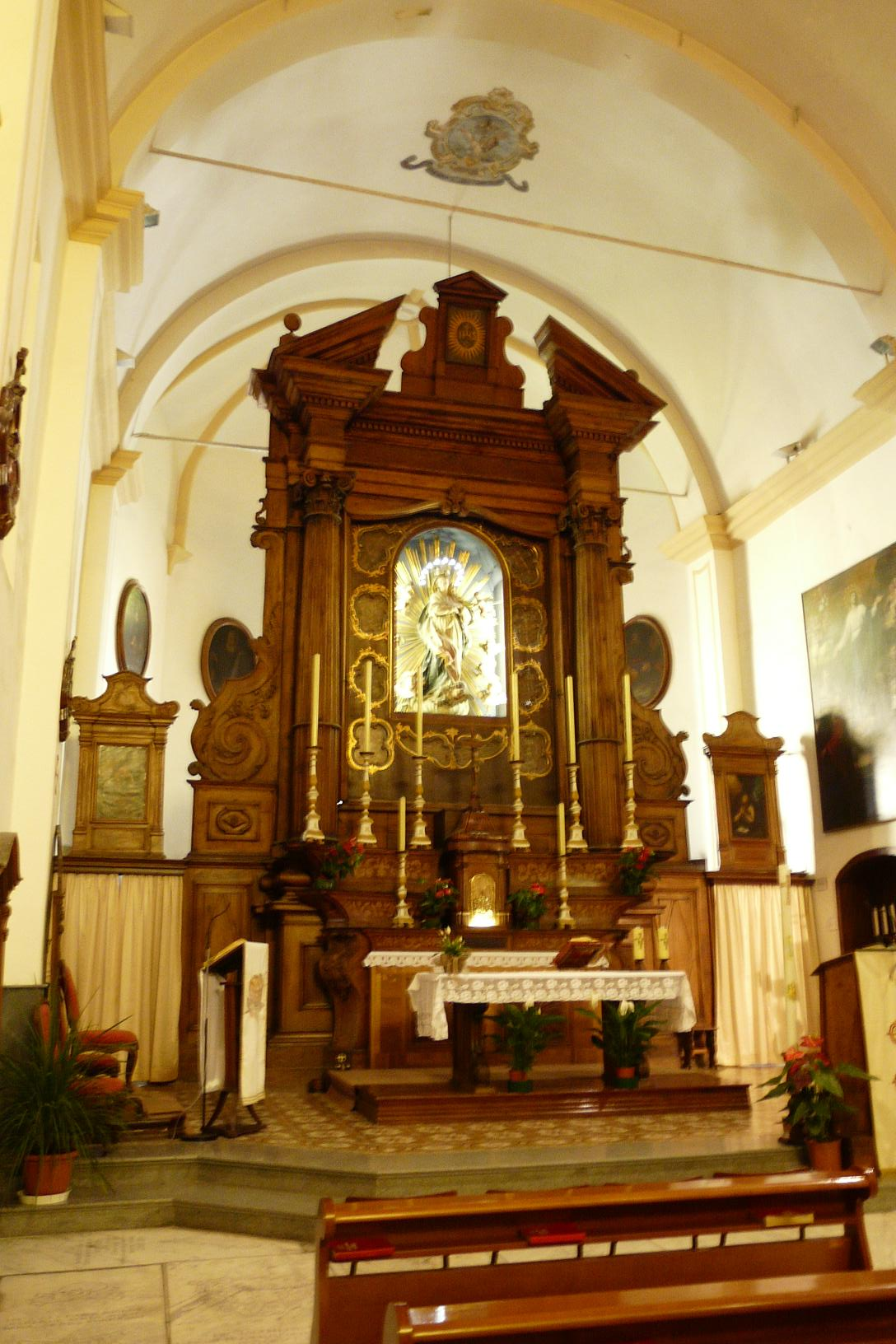
L'altare in legno di noce

La costruzione della chiesa è legata ad un voto fatto dalla popolazione alassina alla Madonna in occasione di un'incursione piratesca. Grazie alla costruzione dell'attiguo convento dei frati cappuccini l'edificio religioso fu ampliato agli inizi del XVII secolo anche se la struttura attuale è risalente al XVIII secolo conservando la caratteristica di chiesa in "stile francescano".
All'interno l'altare è stato scolpito nel legno di noce nel corso del Seicento, mentre il pulpito in ardesia è risalente al 1503 e raffigura la scena della Natività di Gesù ed immagini dei frati francescani. In una nicchia della navata destra è racchiusa una tavola lignea ritraente la Madonna del Soccorso, databile al 1573, copia del pittore Macrino d'Alba e conserva inoltre un crocifisso in avorio del Settecento.
All'esterno nel piazzale antistante la chiesa è stata posizionata la vasca in travertino con la statua bronzea di San Francesco d'Assisi.